# هگزاکلرید تنگستن
هگزاکلرید تنگستن (به انگلیسی: Tungsten hexachloride) با فرمول شیمیایی WCl۶ یک ترکیب شیمیایی با شناسه پاب‌کم ۸۳۳۰۱ است. که جرم مولی آن 396.61 g/mol می‌باشد. شکل ظاهری این ترکیب، بلورهای آبی تیره است.